# Михайловский (Дмитровский район)
Миха́йловский — посёлок в Дмитровском районе Орловской области. Входит в состав Друженского сельского поселения.

## География
Расположен в 10 км к северо-западу от Дмитровска на левом берегу реки Ленча. Высота населённого пункта над уровнем моря — 208 м.

## История
В 1926 году в посёлке было 12 дворов, проживало 92 человека (41 мужского пола и 51 женского). В то время Михайловский входил в состав Рублинского сельсовета Волконской волости Дмитровского уезда. С 1928 года в составе Дмитровского района. В 1937 году в посёлке было 16 дворов. Во время Великой Отечественной войны, с октября 1941 года по август 1943 года, находился в зоне немецко-фашистской оккупации. После упразднения Рублинского сельсовета посёлок вошёл в состав Друженского сельсовета. 

## Население
| 1926 | 2002 | 2010 |
| ---- | ---- | ---- |
| 92   | ↘3   | ↘0   |